# Ischnopsyllus hexactenus
Ischnopsyllus hexactenus är en loppart som först beskrevs av Friedrich Anton Kolenati 1856.  Ischnopsyllus hexactenus ingår i släktet Ischnopsyllus och familjen fladdermusloppor. Inga underarter finns listade i Catalogue of Life.